# تاكاشي ياماهاشي
تاكاشي ياماهاشي (باليابانية: 山橋 貴史) (31 مايو 1972 في سابورو في اليابان – )؛ هو لاعب كرة قدم ياباني سابق كان يلعب كمهاجم.

## وصلات خارجية
- تاكاشي ياماهاشي على موقع رابطة كرة القدم اليابانية للمحترفين (اليابانية)
- تاكاشي ياماهاشي على موقع عالم كرة القدم.نت (الإنجليزية)